# Баррозу, Жозе Мануэл
Жозе́ Мануэ́л Дура́н Барро́зу (порт. José Manuel Durão Barroso; португальское произношение: [ʒuˈzɛ mɐˈnwɛl duˈɾɐ̃w bɐˈʁozu]; род. 23 марта 1956, Лиссабон) — португальский и общеевропейский государственный и политический деятель.

## Образование и научная карьера
Баррозу окончил в 1978 году юридический факультет Лиссабонского университета, позже продолжил своё образование в Женевском университете, где в 1981 году получил степень магистра политических наук. Некоторое время состоял ассистентом профессора в Лиссабонском университете. Позже получил степень доктора философии в крупнейшем американском католическом Джорджтаунском университете. После возвращения на родину являлся административным сотрудником частного Лузитанского университета в Лиссабоне. Также Баррозу является почётным доктором Ливерпульского университета и Хемницкого технического университета.

## Ранняя политическая карьера
Баррозу всерьёз увлёкся политикой в студенческие годы. Во время событий 25 апреля 1974 года, в ходе которых в Португалии был свергнут фашистский режим, Баррозу состоял в руководстве Федерации студентов марксистов-ленинцев. Затем Баррозу присоединился к маоистскому Движению за реорганизацию партии пролетариата (ныне Коммунистическая партия португальских трудящихся) и принимал участие в студенческих забастовках и митингах.
В 1980 году Баррозу вступил в правоцентристскую Социал-демократическую партию, одну из наиболее влиятельных политических сил в стране. В 1985 году Баррозу впервые занял ответственный пост в правительстве социал-демократов, став заместителем статс-секретаря в министерстве внутренних дел. В 1987 году он получил должность статс-секретаря по иностранным делам и сотрудничеству при министерстве иностранных дел. На этом посту он принял деятельное участие в организации переговоров враждующих сторон в бывшей португальской колонии Анголе, а также в процессе урегулирования ситуации вокруг ещё одной бывшей колонии Португалии, Восточного Тимора. В 1992 году Баррозу получил пост министра иностранных дел, который занимал до 1995 года, когда социал-демократы потерпели поражение на выборах.

## Премьер-министр Португалии

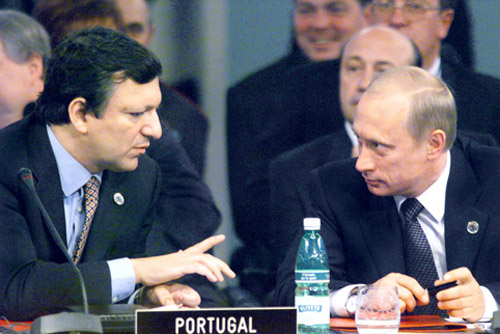
На заседании саммита Россия-НАТО, 28 мая 2002 r.

В то время как социал-демократы находились в оппозиции, Баррозу был деятельным депутатом парламента, занимая пост председателя комиссии по внешним отношениям. В 1999 году он был избран председателем Социал-демократической партии, став таким образом лидером оппозиции.
Под руководством Баррозу партия по результатам парламентских выборов 2002 года смогла вновь прийти к власти. 6 апреля 2002 года Баррозу возглавил коалиционное правительство, в которое, помимо социал-демократов, вошли также представители Народной партии. Внутренняя политика кабинета заключалась прежде всего в решении вопроса снижения дефицита государственного бюджета. Согласно нормативам ЕС, дефицит не может превышать 3 %, и правительство Баррозу поставило себе целью достичь этого показателя. Однако, Баррозу проработал на посту главы правительства Португалии только лишь два года.
Жозе Мануэл Баррозу вместе со своим испанским коллегой Хосе Мария Аснаром поддержали нападение США и Великобритании на Ирак в 2003 году, в то время как Франция и Германия были противниками войны.

## Деятельность в Европейском союзе
Пятого июля 2004 года его кандидатура была предложена на вакантный пост председателя Европейской комиссии, и вскоре он оставил пост премьер-министра Португалии. Баррозу был утверждён Европейским парламентом в должности главы Европейской комиссии 23 ноября 2004 года. Он стал одиннадцатым президентом Комиссии.

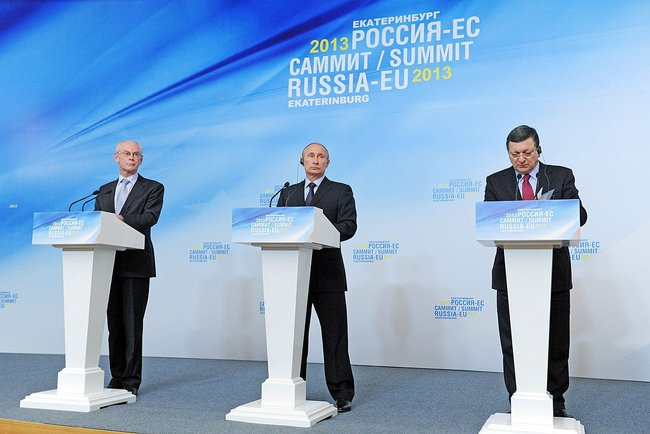
Совместная пресс-конференция по итогам саммита Россия — Европейский союз, 4 июня 2013 г.

Кандидатура Баррозу на пост председателя Европейской комиссии была повторно одобрена 16 сентября 2009 года Европейским парламентом прежде всего голосами европейских консерваторов. Голосование проходило на безальтернативной основе. В поддержку Баррозу проголосовали 382 депутата, против — 219, воздержались — 117.
Первого ноября 2014 года закончился срок на посту главы Еврокомиссии, Баррозу сменил избранный в июле 2014 года Жан-Клод Юнкер, бывший премьер-министр Люксембурга.
Первого сентября 2014 года в прессе со ссылкой на подтверждение от Брюсселя появилось сообщение Баррозу о том, что президент РФ В. В. Путин заявил, что при желании он «смог бы взять Киев за две недели». На следующий день помощник президента РФ Ю. Ушаков заявил, что слова были вырваны из контекста, и отметил некорректность и выход за рамки дипломатической практики Баррозу. Постпред РФ при ЕС В. Чижов в письме на имя председателя Еврокомиссии заявил о готовности администрации обнародовать содержание разговора, чтобы снять недоразумения. 5 сентября пресс-секретарь ЕК Пиа Аренкильде-Хансен в интервью газете The Wall Street Journal признала, что в сообщении Баррозу для прессы слова действительно были вырваны из контекста.

## Семья
Женат на Маргариде Соуза Ува, в браке с ней имеет троих сыновей: Луиш, Гильерме и Франсишку. Жена — двоюродная сестра регбистов Гонсалу, Васку и Жуана Ува, игравших за сборную Португалии.
Помимо родного португальского владеет английским, испанским и французским языками.

## Награды
Награды Португалии
| Страна     | Дата            | Награда                                         | Награда                                         | Литеры |
| ---------- | --------------- | ----------------------------------------------- | ----------------------------------------------- | ------ |
| Португалия | 8 июня 1996 —   | Кавалер Большого креста ордена Христа           | Кавалер Большого креста ордена Христа           | GCC    |
| Португалия | 3 ноября 2014 — | Кавалер Большой цепи ордена Инфанта дона Энрике | Кавалер Большой цепи ордена Инфанта дона Энрике | GColIH |

Награды иностранных государств
| Страна            | Дата вручения     | Награда                                                                             | Награда                                                                             | Литеры |
| ----------------- | ----------------- | ----------------------------------------------------------------------------------- | ----------------------------------------------------------------------------------- | ------ |
| Мальтийский орден | 21 июля 1989 —    | Кавалер Большого креста ордена Заслуг pro Merito Melitensi                          | Кавалер Большого креста ордена Заслуг pro Merito Melitensi                          |        |
| Германия          | 12 ноября 1990 —  | Кавалер Большого креста ордена «За заслуги перед Федеративной Республикой Германия» | Кавалер Большого креста ордена «За заслуги перед Федеративной Республикой Германия» |        |
| Финляндия         | 8 марта 1991 —    | Кавалер Большого креста ордена Льва Финляндии                                       | Кавалер Большого креста ордена Льва Финляндии                                       |        |
| Кот-д’Ивуар       | 18 марта 1991 —   | Гранд-офицер Национального ордена Республики Кот-д’Ивуар                            | Гранд-офицер Национального ордена Республики Кот-д’Ивуар                            |        |
| Бразилия          | 22 августа 1991 — | Кавалер Большого креста ордена Южного Креста                                        | Кавалер Большого креста ордена Южного Креста                                        |        |
| Нидерланды        | 25 марта 1992 —   | Кавалер Большого креста ордена Оранских-Нассау                                      | Кавалер Большого креста ордена Оранских-Нассау                                      |        |
| Тунис             | 26 октября 1993 — | Кавалер Большой ленты ордена Республики                                             | Кавалер Большой ленты ордена Республики                                             |        |
| Испания           | 27 октября 1993 — | Кавалер Большого креста ордена Гражданских заслуг                                   | Кавалер Большого креста ордена Гражданских заслуг                                   |        |
| Гвинея-Бисау      | 4 ноября 1993 —   | Медаль Национального ордена Заслуг                                                  | Медаль Национального ордена Заслуг                                                  |        |
| Бразилия          | 1 марта 1994 —    | Кавалер Большого креста ордена Южного Креста                                        | Кавалер Большого креста ордена Южного Креста                                        |        |
| Великобритания    | 17 июня 1994 —    | Рыцарь-Командор ордена Святого Михаила и Святого Георгия                            | Рыцарь-Командор ордена Святого Михаила и Святого Георгия                            | KCMG   |
| Перу              | 29 ноября 1994 —  | Кавалер Большого креста ордена Солнца                                               | Кавалер Большого креста ордена Солнца                                               |        |
| Марокко           | 20 февраля 1995—  | Кавалер Большой ленты ордена Алауитского трона                                      | Кавалер Большой ленты ордена Алауитского трона                                      |        |
| Мальта            | 3 марта 1995 —    | Почётный кавалер ордена «На благо Республики»                                       | Почётный кавалер ордена «На благо Республики»                                       | SG     |
| Бразилия          | 25 июля 1996 —    | Кавалер Большого креста ордена Риу-Бранку                                           | Кавалер Большого креста ордена Риу-Бранку                                           |        |
| Венгрия           | 27 октября 2002 — | Кавалер Большого креста ордена Заслуг                                               | Кавалер Большого креста ордена Заслуг                                               |        |
| Польша            | 30 июня 2004 —    | Кавалер Большого креста ордена Заслуг перед Республикой Польша                      | Кавалер Большого креста ордена Заслуг перед Республикой Польша                      |        |
| Литва             | 14 июня 2007 —    | Кавалер Большого креста ордена Витаутаса Великого                                   | Кавалер Большого креста ордена Витаутаса Великого                                   |        |
| Болгария          | март 2008 —       | Кавалер ордена «Стара планина» 1 степени                                            | Кавалер ордена «Стара планина» 1 степени                                            |        |
| Эстония           | февраль 2009 —    | Кавалер ордена Креста земли Марии 1 степени                                         | Кавалер ордена Креста земли Марии 1 степени                                         |        |
| Восточный Тимор   | октябрь 2010 —    | Кавалер Большой цепи ордена Восточного Тимора                                       | Кавалер Большой цепи ордена Восточного Тимора                                       |        |
| Испания           | 14 ноября 2011 —  | Кавалер Большого креста ордена Карлоса III                                          | Кавалер Большого креста ордена Карлоса III                                          |        |
| Словакия          | 30 апреля 2014 —  | Кавалер ордена Двойного белого креста 2 класса                                      | Кавалер ордена Двойного белого креста 2 класса                                      |        |
| Грузия            | 13 июня 2014 —    | Кавалер ордена Золотого руна                                                        | Кавалер ордена Золотого руна                                                        |        |
| Албания           | 30 июня 2014 —    | Кавалер ордена Государственного флага Албании                                       | Кавалер ордена Государственного флага Албании                                       |        |
| Казахстан         | 5 мая 2015 —      | Кавалер ордена Достык 1 степени                                                     | Кавалер ордена Достык 1 степени                                                     |        |
| Украина           | 21 августа 2015 — | Кавалер ордена Свободы                                                              | Кавалер ордена Свободы                                                              |        |

- Почётный диплом за вклад в развитие сотрудничества между народами и странами регионов Чёрного и Каспийского морей (2011 год)[14]